# Liściuszek
Liściuszek (Graomys) – rodzaj ssaków z podrodziny bawełniaków (Sigmodontinae) w obrębie rodziny chomikowatych (Cricetidae).

## Zasięg występowania
Rodzaj obejmuje gatunki występujące w Ameryce Południowej.

## Morfologia
Długość ciała (bez ogona) 102–169 mm, długość ogona 127–171 mm, długość ucha 20–27 mm, długość tylnej stopy 25–32 mm; masa ciała 30–75 g.

## Systematyka
Rodzaj zdefiniował w 1916 roku angielski zoolog Oldfield Thomas na łamach The Annals and Magazine of Natural History. Na gatunek typowy Thomas wyznaczył (oryginalne oznaczenie) liściuszka szarego (G. griseoflavus). 

### Etymologia
- Bothriomys: gr. βοθριον bothrion ‘rowek’, zdrobnienie od βοθρος bothros ‘jama, dół, rów’; μυς mus, μυος muos ‘mysz’[9]. Gatunek typowy: Bothriomys catenatus Ameghino, 1889 (= Mus griseoflavus Waterhouse, 1837).
- Graomys: gr. γραυς graus, γραός graos ‘stara kobieta’; μυς mus, μυος muos ‘mysz’[10].

### Podział systematyczny
Do rodzaju należą następujące gatunki:
- Graomys domorum (O. Thomas, 1902) – liściuszek jasny
- Graomys chacoensis J.A. Allen, 1901 – liściuszek pustelniczy
- Graomys edithae O. Thomas, 1919 – liściuszek stokowy
- Graomys griseoflavus (Waterhouse, 1837) – liściuszek szary

Opisano również gatunek wymarły z pliocenu dzisiejszej Argentyny:
- Graomys dorae Reig, 1978